# Симеон и Анна (яхта)
«Симеон и Анна» — придворная яхта Российского императорского флота, несла службу в составе Балтийского флота Российской империи. В течение службы использовалась для перевозки царственных особ, а после передачи Морскому кадетскому шляхетному корпусу принимала участие в Отечественной войне 1812 года и войне с Францией 1813—1814 годов, а также использовалась в качестве учебного и брандвахтенного судна.

## Описание судна
Парусная деревянная яхта, сведения о парусном вооружении яхты в различных источниках разнятся, согласно одному из описаний это было одномачтовое судно, согласно другим — двухмачтовое с прямым парусным вооружением, в связи с чем после 1805 года во многих документах числилось бригом. Помимо парусного вооружения яхта была оборудована 6 парами вёсел. Длина судна по сведениям из различных источников составляла от 17,9 до 20,7 метра, ширина — 6,9 метра, а осадка — 3,9 метра. Вооружение судна состояло из 8 орудий.

## История службы
Яхта «Симеон и Анна» была заложена на Галерной верфи в Санкт-Петербурге и после спуска на воду 3 (14) октября 1798 года вошла в состав Балтийского флота России в качестве придворной яхты. Сведений о корабельном мастере, построившем судно не сохранилось.
С 1799 по 1805 год несла службу в качестве придворной яхты, в связи с чем ежегодно принимала участие в плаваниях отряда придворных судов между Санкт-Петербургом, Кронштадтом и Петергофом. 14 (25) июля 1799 года во время нахождения на Петергофском рейде яхту посещал император Павел I. В кампанию следующего 1800 года 28 июня (10 июля) император на яхте «изволил производить маневры» балтийской гребной эскадре ордена Иоанна Иерусалимского. В кампанию следующего 1801 года также принимала участие в манёврах флота у Петергофа в высочайшем присутствии. 1 (13) августа 1802 года на Петергофском рейде принимала участие в сопровождении галета «Паллада», на котором прогуливалась императрица Мария Фёдоровна.
После 1805 года яхта была передана Морскому кадетскому шляхетному корпусу, и во многих документах после этого числилась бригом. Принимала участие в Отечественной войне 1812 года и последующей войне с Францией 1813—1814 годов. В том числе в кампанию 1812 года использовалась для перевозки гардемарин Морского корпуса из Кронштадта в Роченсальм, а в 1813 году вернулась с ними обратно в Кронштадт. В кампании с 1814 по 1816 год совершала плавания с гардемаринами на борту между Санкт-Петербургом и Кронштадтом. В 1815 году именно на этом корабле впервые вышел в море будущий российской флотоводец П. С. Нахимов.
В 1824 году яхта несла брандвахтенную службу в порту Санкт-Петербурга.
Сведений о времени завершения службы яхты не сохранилось.

## Командиры судна
Командирами яхты «Симеон и Анна» в разное время служили:
- капитан-лейтенант М. Г. Головня 1-й (1798 год)[11];
- капитан-лейтенант Т. И. Смирнов или Смирной (1799—1800 годы[комм. 6])[12];
- капитан 1-го ранга М. М. Муравьёв (1801 год)[13];
- капитан-лейтенант М. Г. Головня 1-й (1802—1805 годы)[11];
- капитан-лейтенант К. К. фон Гепгард (1807 год)[14];
- поручик Н. К. Головин (1812—1813 годы)[15];
- лейтенант П. И. Харламов (1814—1816 годы)[16];
- капитан-лейтенант П. И. Захаров (1824 год)[17].